# تیپ ۵۱۲ پاران
تیپ ۵۱۲ پاران (انگلیسی: Paran Brigade) یا تیپ پاران تیپ منطقه‌ای پیاده‌نظام نیروی زمینی اسرائیل، زیرمجموعه فرماندهی جنوبی و تحت امر لشکر ۸۰ ایدوم است، که در سال ۲۰۱۸ تأسیس شد. ستاد فرماندهی تیپ پاران در کتسیعوت قرار دارد.

## تاریخچه
این تیپ در ۲۸ نوامبر ۲۰۱۸ تأسیس شد و جایگزین تیپ منطقه‌ای ساگی گردید که مسئول مناطق نقب غربی و مرز مصر بود. گردان‌های ذخیره تیپ ساگی به تیپ یوآو و لشکر غزه منتقل شدند و گردان‌های عادی در تیپ پاران باقی ماندند. پس از تأسیس، گردان کاراکال و گردان چیتا، گردان‌های پیاده‌نظام مرزی مختلط، به این تیپ اضافه شدند.
تیپ ۵۱۲ پاران، مانند تیپ باکا، یک تیپ منطقه‌ای عادی است و بنابراین با سایر تیپ‌های منطقه‌ای که تیپ‌های ذخیره هستند، متفاوت می‌باشد. حوزه تخصصی این تیپ، حفاظت از مرزها است و انتظار می‌رود علاوه بر بخش عادی خود، در مناطق دیگری نیز در این نقش حضور پیدا کند.
در ۳ ژوئن ۲۰۲۳، سه نفر از نیروهای تیپ پاران در یک حمله تیراندازی در مرز اسرائیل و مصر کشته شدند. پس از تحقیقات در مورد این حادثه، اقدامات فرماندهی علیه فرمانده لشکر و فرمانده گردان چیتا انجام شد و فرمانده تیپ، ایدو سعد، نیز از سمت خود برکنار شد.
در جریان قتل‌عام ۷ اکتبر، حدود ۴ تانک از این تیپ از منطقه نیتزانا برای کمک به این عملیات وارد شدند و با بلدوزرهای کاترپیلار حرکت می‌کردند. این تانک‌ها که توسط جنگجویان زن هدایت می‌شدند، حدود ۱۷ ساعت مداوم در منطقه محاصره جنوبی جنگیدند و حدود ۱۵ تروریست را کشتند. طبق داده‌های ارتش اسرائیل، این سربازان اولین خدمه تانک زن در غرب بودند که در یک نبرد فعال، شرکت کردند.

## مأموریت
مأموریت تیپ پاران دوگانه است: نظارت و دفاع از مرز، و آموزش داخلی نیروهای تعیین‌شده. حفاظت از مرز اسرائیل و مصر از الیات تا هولوت حالوتزا با سینای مصر و به‌ویژه منطقه‌ای که از مرز نیتسانا امتداد دارد، می‌باشد.

## ساختار
تیپ پاران، گردان‌های مختلط (مرد و زن) شامل گردان کاراکال، گردان شیرهای اردن، گردان یوزپلنگ و گردان باردالاس را که در حال حاضر در لشکر ۸۰ خدمت می‌کنند، در یک تشکیلات واحد ادغام و یکپارچه می‌کند. تیپ پاران به عنوان یک تیپ منطقه‌ای و منظم، نسبت به بقیه تیپ‌های نیروهای دفاعی اسرائیل، منحصر به فرد است.